# Eupithecia syriacata
Eupithecia syriacata är en fjärilsart som beskrevs av Otto Staudinger 1879. Eupithecia syriacata ingår i släktet Eupithecia och familjen mätare. Inga underarter finns listade i Catalogue of Life.